# Anita Steckel
Pour les articles homonymes, voir Steckel.
Anita Slavin Arkin Steckel, née le 24 février 1930 et morte le 16 mars 2012, est une artiste féministe et activiste américaine. Elle fonde avec d'autres artistes femmes le collectif The Fight Censorship Group, afin de lutter contre la censure dont elles font l'objet.

## Biographie
Anita Steckel est née à Brooklyn, de parents immigrés juifs russes. Elle quitte le foyer familial après avoir obtenu son diplôme à la Fiorello H. LaGuardia High School of Music & Art. Elle effectue divers métiers à travers le monde. Elle revient à New York pour étudier à la Cooper Union. Elle poursuit ses études à l'Art Students League de New York. Elle enseigne pendant plusieurs années à La Ligue des étudiants en art de New York. En 1970, Anita Steckel s'installe au Westbeth Artists' Housing à Manhattan, où elle demeure jusqu'à la fin de sa vie.

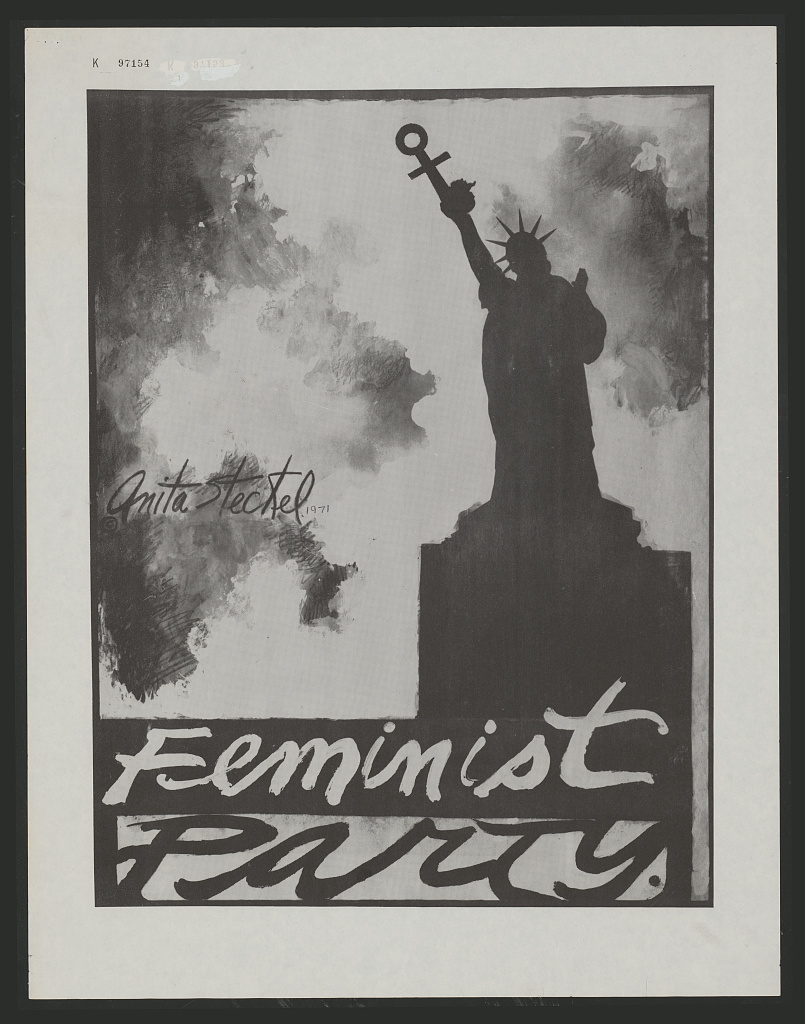
Affiche "Parti féministe". 1971

Anita Steckel expose son travail dès la fin des années 1960. Son travail est politique. Elle dénonce l'injustice, le racisme, la guerre et le patriarcat. En 1963, elle nomme sa première série de photomontages, Mom Art. Elle ne veut pas utiliser le terme Pop Art, qui pour elle fait référence à un art patriarcal et non populaire. En nommant sa série Mom Art, elle inscrit son art dans le mouvement féministe.
En 1972, son travail est exposé au Women's Interart Center de New York aux côtés des artistes féministes influentes comme Judy Chicago, Miriam Schapiro et Faith Ringgold.
Dans la série Giant Woman in New York (1972-1979), Anita Steckel peint de très grandes femmes nues sur des photographies aériennes de New York. En 1974, dans Empire State, elle se représente chevauchant l'Empire State building. Sa main droite tient un pinceau. Elle décrit une ville où les femmes pourraient dessiner le monde.
Dans la série New York Skyline, Anita Steckel peint des phallus au-dessus des gratte-ciels. C'est une réponse à ce qu'elle ressent à savoir, que « les hommes semblent posséder la ville ». Dans une œuvre de cette série, elle peint Hitler représentant le patriarcat la gorge tranchée par une figure féminine nue brandissant une hache entre ses jambes au dessus de la rivière Hudson.
En 1972, The Sexual Politics of Feminist Art, exposition qui se tient au Rockland Community College provoque une polémique. Le collège menace Anita Steckel de mettre fin à l’exposition si elle ne retire pas les œuvres qui sont considérées comme inappropriées et provocatrices. Le directeur de l’établissement qualifie l’exposition de pornographique et menace de poursuivre en justice Anita Steckel. L’événement est largement couvert par la presse,,.
Le 8 mars 1973, Anita Steckel fonde avec Hannah Wilke, Louise Bourgeois, Judith Bernstein, Martha Edelheit, Eunice Golden, Juanita McNeely, Barbara Nessim, Anne Sharpe et Joan Semmel, le collectif The Fight Censorship Group, afin de lutter contre la censure dont elles font l'objet.
Elle déclare : « Si le pénis en érection n'est pas assez sain pour entrer dans les musées, il ne devrait pas être considéré comme assez sain pour entrer dans le corps des femmes. » .
En 2022, pour le 50e anniversaire de The Feminist Art of Sexual Politics, Richard Meyer de l'Université Stanford et Rachel Middleman de l'Université d'État de Californie à Chico organisent une rétrospective et montrent les œuvres de l'exposition de 1972.

## Expositions muséales
- Whitney Museum, New York, 1969
- Lunds Konsthall, Suède, 1970
- Mexican Palace of Fine Arts, Mexico, 1972
- Chung-Hsing Museum, Chine, 1973
- Montgomery Alabama Museum of Fine Arts, 1975
- Bowers Museum, California, 1975
- Kipp Museum, Pennsylvania, 1975
- Michigan Museum of Art, Michigan, 1976
- The Bronx Museum, New York, 1976
- Krannert Museum, Illinois, 1977
- Elehjem Museum, Madison, Wisconsin, 1977
- Rochester Memorial Museum, New York, 1977
- The Brooklyn Museum, New York, 1977
- Documenta 7, Kassel, 1982
- Kenkeleba Museum, 1985
- Attleboro Museum, 2000
- The Aldrich Contemporary Art Museum, 2005
- Anita Steckel: The Feminist Art of Sexual Politics, Stanford Art Gallery, 2022[16]

## Prix
- bourse Pollock Krasner, 2006[2]